# Dalmar Abuzeid
Dalmar Abuzeid est un acteur canadien qui est né le 23 octobre 1990 à Toronto, Canada. Il est surtout connu pour son rôle de Danny Van Zandt dans Degrassi : La Nouvelle Génération.

## Filmographie
- 2003 : Méthode Zoé (Wild Card) (TV)
- 2004-2010 : Degrassi : La Nouvelle Génération (Degrassi: The Next Generation) (TV)
- 2009 : La Méthode Becky (Majority Rules!) (TV)
- 2011 : Flashpoint (TV)
- 2014 : Les Enquêtes de Murdoch (The Murdoch Mysteries) (TV)
- 2014 : Pompéi (Pompeii) de Paul W. S. Anderson
- 2018 : Anne with an E : Sebastian 'Bash' Lacroix